# ناغاساكي 1945
ناغاساكي 1945 (باليابانية: NAGASAKI 1945 アンゼラスの鐘، بالروماجي: Nagasaki 1945: Angelus no Kane) هو فيلم أنمي ياباني من من إخراج سيجي أريهارا، ومن إنتاج استوديو موشي برودكشن عرض في 4 يوليو عام 2005، وبلغت مدتة 80 دقيقة.

## القصة
تدور أحداث القصة عن القنبة الذرية التي ألقية على ناغازاكي في الحرب العالمية الثانية في عام 1945.

## الأداء الصوتي
| الشخصية      | الأداء الصوتي  |
| ------------ | -------------- |
| الراوي       | كينجي كوباياشي |
| سوغاكو موراي | كيكو أوكاوا    |
| هاياشي       | كابي ياماغوتشي |

## وصلات خارجية
- ناغاساكي 1945 على موقع IMDb (الإنجليزية)
- ناغاساكي 1945 على موقع قاعدة بيانات الفيلم (الإنجليزية)
- ناغاساكي 1945 على موقع ليتربوكسد (الإنجليزية)